# Bårse Herred

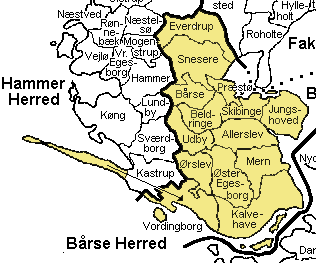
Bårse Herred

Bårse Herred was tussen 1803 en 1970 een herred in het voormalige Præstø Amt in Denemarken. In Kong Valdemars Jordebog komt het voor als Burghus hæreth. In 1970 werd het gebied deel van de nieuwe provincie Storstrøm.

## Parochies
Naast de steden Præstø en Vordingborg omvatte de herred oorspronkelijk 12 parochies.
- Allerslev
- Beldringe
- Bårse
- Everdrup
- Jungshoved
- Kalvehave
- Mern
- Præstø
- Skibinge
- Snesere
- Stensby
- Udby
- Vordingborg
- Ørslev
- Øster Egesborg